# Otagiri Michiharu
Michiharu Otagiri (sinh ngày 2 tháng 9 năm 1978) là một cầu thủ bóng đá người Nhật Bản.

## Sự nghiệp câu lạc bộ
Michiharu Otagiri đã từng chơi cho Kyoto Purple Sanga, Ventforet Kofu, Jatco và Kataller Toyama.